# Laura Antillano
Laura Mercedes Antillano Armas  (Caracas, 8 de agosto de 1950) é uma professora universitária e escritora venezuelana. É professora da Universidade de Carabobo, em Valência, havendo antes morado em Maracaibo.